# Norver Producciones
Norver Producciones es el nombre artístico de Fernando Rodríguez, productor de rap nacido en Granada el 11 de junio de 1986.

## Biografía

### Historia
Inició su andadura en la cultura hip hop alrededor de 1998, más tarde tras ser influenciado por grupos como Mos Def, Mobb Deep, Eminem, Talib Kweli, Creedence, Se inició en la composición de instrumentales alrededor del 2003, 
Tras varias apariciones en trabajos de diversos Mc´s, sale a la luz junto a Soid una de las que fue sus primeras referencias, un videoclip que lleva por título, ``Recuerdo aquella chica de ojos verdes´´. 
También cabe destacar su participación en diversos recopilatorios de Hip Hop como Flameado de flow, con el tema No Problemo con Wol
En Noviembre de 2008 saca una maqueta Remixando 9 Tracks de Eminem. 

Su trabajo más destacado y el último, hasta el momento, es la composición de un trabajo junto a kako que salió a la luz el 14 de febrero de 2009 (Kako Mc perteneciente a Palma del Río, Córdoba) y 81 Music (Sello perteneciente a Hijo Prodigo y miembro del grupo sevillano Dogma Crew) un trabajo Titulado ``Oliver Ogrady´´ Kako y Norver Producciones.
Dicho trabajo cuenta con las colaboraciones vocales de: El Piezas, Bezea, Hijo Pródigo, Abram, Dj Zide, y Dj Filo. 
Teniendo una gran aceptación entre el público, contando con más de 100.000 Descargas en diversos Portales de Hip Hop.
En abril de 2010 salió en descarga gratuita el nuevo trabajo de Norver Producciones que lleva por título ``BUKKAKE´´ y consta con colaboraciones de la talla de: La Gesta, Hijo Prodigo, Lom C, Madnass, Seih Lumier y Dj Es.t (Crew Cuervos), Jotandjota, Abram, Dani Ro, Le Flaco, Mizok, F.Elextranjero ( De La Hoja), Soid, Tereifer, Kako y Gordo la Mente.
También cabe destacar su próxima participación en los siguientes trabajos que saldrán próximamente entre los cuales se encuentran:
- Abram - LP Titulado Intenso que saldrá por el Sello discográfico Magna Records.

- Lom C. LP - Titulado ``Proyecto Renacer´´

- Kako (Título por Confirmar) Fecha de salida 2010

- Isaac y Seih (Crew Cuervos) que llevara por título `` Reflejos´´

- Bezea (Título por Confirmar) Fecha de salida por confirmar

- La Gesta (Título por Confirmar) Fecha de salida por confirmar

- Hijo Prodigo - Rock Star

- Endecah título: Tinta Negra Fecha: 2011
- Tereifer (Título por Confirmar) Fecha de salida principios 2010

## Discografía
- Remixes Eminem, Norver Producciones (Maqueta) (2008)

- Oliver Ogrady, Kako y Norver Producciones (Maqueta) (2009)

- Bukkake, Norver Producciones (Maqueta) (2010)

### Instrumentales y Colaboraciones
- Asube Folios en Blanco (2006)

- Wol No Problemo (2006)

- Xime y JPelirrojo Estáis jodidos (2007)

- Asube y Adan Muevementes mola (2008)

- Asube, Daniel Valverde y Muro Catarsis (2008)

- Soid Recuerdo aquella chica de ojos verdes (2008)

- El Piezas He matado a un hombre (2009)

- Hijo Prodigo Generación X (2009)

- Hijo Prodigo 2 Hombres en tu cuarto (2009)

- El Bezea Pienso en Porno (2009)

- Abram Nacimos Muertos (2009)

- Kako Sacerdote Cerdote (2009)

- Kako Ana chupame la polla (2009)

- Kako Oliver Ogrady (2009)

- Kako Segunda Vuelta del Reloj (2009)

- Kako Me veréis (2009)

- Endecah y Kako Otra de tantas (2010)

- Abram En mi retina (2010)